# Hopp-Kindertumorzentrum Heidelberg

Logo des KiTZ

Das Hopp-Kindertumorzentrum Heidelberg (KiTZ) ist eine kinderonkologische Einrichtung des Deutschen Krebsforschungszentrums, des Universitätsklinikums Heidelberg und der Universität Heidelberg. Es wurde im November 2016 gegründet. Wie das Nationale Centrum für Tumorerkrankungen (NCT) Heidelberg, das sich auf Erwachsenenonkologie konzentriert, orientiert sich das KiTZ in Art und Aufbau am US-amerikanischen Vorbild der so genannten "Comprehensive Cancer Centers" (CCC).
Das KiTZ ist gleichzeitig Therapie- und Forschungszentrum für onkologische und hämatologische Erkrankungen im Kindes- und Jugendalter. Es verfolgt das Ziel, die Biologie kindlicher Krebs- und schwerer Bluterkrankungen wissenschaftlich zu ergründen und vielversprechende Forschungsansätze eng mit der Patientenversorgung zu verknüpfen – von der Diagnose über die Behandlung bis hin zur Nachsorge. Krebskranke Kinder, gerade auch diejenigen, für die keine etablierten Behandlungsoptionen zur Verfügung stehen, bekommen im KiTZ einen individuellen Therapieplan, den Experten verschiedener Disziplinen in Tumorkonferenzen gemeinsam erstellen. Viele junge Patienten können an klinischen Studien teilnehmen und erhalten damit Zugang zu neuen Therapieoptionen. Beim Übertragen von Forschungserkenntnissen aus dem Labor in die Klinik übernimmt das KiTZ damit Vorbildfunktion.
Für das KiTZ entsteht ein Neubau im Neuenheimer Feld, so dass sich Forschung und Klinik in einem Gebäude befinden. Das Vorhaben wird zum Teil von der Dietmar Hopp Stiftung finanziert.